# Muna (banda)
Muna (también conocida como MUNA; /ˈmuːnə/ MOON -ə) es una banda estadounidense de indie pop formada por Katie Gavin, Josette Maskin y Naomi McPherson. Lanzaron dos álbumes de estudio con RCA Records, About U (2017) y Saves the World (2019), antes de firmar con el sello independiente Saddest Factory Records, que lanzó su tercer álbum de estudio, Muna, en junio de 2022.

## Carrera

### 2013-2019: inicios de carrera
Con sede en Los Ángeles, el trío se conoció en la Universidad del Sur de California y comenzaron a trabajar juntas en 2013 con Maskin y McPherson tocando juntas en guitarras y Gavin agregando bajo sintetizado y voz. Gavin y Maskin se especializaron en música, mientras que McPherson se especializó en estudios narrativos y estudios y etnicidad estadounidenses. Las dos guitarristas, Maskin y McPherson, estaban acostumbrados a tocar ska y rock progresivo, pero se decidieron por un sonido diferente cuando su colaboración inicial con Gavin resultó en una canción pop.
Comenzando su colaboración en un modo experimental, evolucionando hacia el electropop. En el verano de 2014, lanzaron su EP debut, More Perfect, en Bandcamp y SoundCloud. Su éxito las llevó a fichar por RCA Records en los Estados Unidos y Columbia Records en el Reino Unido. Gavin y McPherson salieron durante tres años y se separaron poco después de haber firmado.RCA lanzó su EP debut de producción propia, Loudspeaker, en mayo de 2016. Su álbum debut de larga duración, About U, fue lanzado el 3 de febrero de 2017.
Muna tocó en Lollapalooza 2016 en Chicago en julio de 2016, realizaron una gira por Estados Unidos con Grouplove en el otoño de 2016 e hicieron su debut televisivo nocturno el 7 de noviembre de 2016, en The Tonight Show Starring Jimmy Fallon. En junio de 2017, se anunció que la banda sería el acto de apertura en las fechas de la gira norteamericana y europea de Harry Styles. En 2017, su canción "I Know a Place" apareció en The Carmilla Movie, siguiendo la serie web original basada en la novela del mismo nombre de Sheridan Le Fanu. En 2018, Muna apareció interpretando "I Know a Place" en vivo en la película de Netflix Alex Strangelove, que narra el despertar sexual del protagonista adolescente Alex Truelove.
En 2018, la banda comenzó a trabajar en su segundo disco de larga duración. En junio de 2019, la banda anunció su segundo álbum, Saves the World, que se lanzó el 6 de septiembre de 2019. El álbum fue precedido por su sencillo principal, "Number One Fan", seguido de los sencillos "Who", "Stayaway" y "Taken". Después de sus shows en Londres en Village Underground, se anunció que Muna regresaría al Reino Unido para su gira Saves the World en diciembre de 2019.

### 2020-presente: cambio de sello discográfico yMuna
En 2020, poco después del inicio de la pandemia de COVID-19, RCA despidió a Muna por "no ganar suficiente dinero". Luego se anunció en mayo de 2021 que Muna había firmado con el sello discográfico Saddest Factory de Phoebe Bridgers, que opera en asociación con Dead Oceans de Secretly Group. En septiembre de 2021, Muna lanzó su sencillo "Silk Chiffon" con Bridgers, el primero desde que firmó con el sello. Rolling Stone lo llamó una "pista optimista con una declaración inusualmente brillante de amor queer". La canción fue elegida por varias publicaciones para sus listas de fin de año de 2021, incluidas Rolling Stone,Consequence of Sound, y Line of Best Fit, quienes la clasificaron en el número uno. Más tarde, Muna se unió a la gira de invierno de 15 ciudades de Kacey Musgraves entre enero y febrero de 2022.
En marzo de 2022, la banda lanzó el sencillo "Anything But Me" y anunció que su tercer álbum de estudio, homónimo Muna, se lanzaría el 24 de junio de 2022 a través de Saddest Factory y Dead Oceans. Al mes siguiente, interpretaron el sencillo en la última temporada de Ellen DeGeneres de su programa de entrevistas diurno. El tercer sencillo del álbum, "Kind of Girl", se lanzó en abril de 2022, junto con un video de inspiración occidental con el trío jugando "con la naturaleza de género de la canción". La banda interpretó la canción en The Tonight Show con Jimmy Fallon al mes siguiente. Tras el lanzamiento de su tercer álbum homónimo, Muna fue aclamado por los críticos musicales que lo calificaron como el álbum mejor calificado de la banda según el sitio agregado de medios Metacritic. Se convirtió en el primer álbum de la banda en las listas de éxitos en varias listas, incluida la lista de álbumes del Reino Unido, Billboard 200 de EE. UU. y en Australia y Escocia. El mismo día del lanzamiento, Muna lanzó el cuarto sencillo del álbum "What I Want" con su video musical. El trío también lanzó su versión de "A veces" (1999) de Britney Spears para la película de comedia romántica estadounidense LGBTQ de Hulu Fire Island en junio de 2022.
Muna es actualmente un acto de apertura en fechas seleccionadas de marzo a julio de 2023 en EE. UU. del The Eras Tour de Taylor Swift, y la etapa australiana del Solar Power Tour de Lorde. En marzo de 2023, Muna actuó ante una multitud de 15.000 personas con entradas agotadas en la ceremonia de clausura del WorldPride Sydney, junto a Ava Max y Kim Petras. En abril de 2023, la banda realizó su primer set en Coachella. Poco después, Muna lanzó un nuevo sencillo "One That Got Away" junto con un video musical inspirado en el "inframundo criminal".

## Arte
Las tres miembros se identifican como queer y McPherson es no binario. Inicialmente desconfiadas de ser encasilladas como una "banda queer", Muna luego aprovechó la oportunidad de usar su fama musical para ayudar a inspirar a los jóvenes a sentirse cómodos con sus identidades. Sus canciones abordan con frecuencia temas de sexualidad y género. Describen una de las primeras canciones, "So Special", como "un himno para las chicas del mundo que tienen que afirmar su propio valor".

## Premios y honores
En junio de 2020, en honor al 50 aniversario del primer desfile del orgullo LGBTQ, Queerty nombró a Muna entre los cincuenta héroes "que llevan a la nación hacia la igualdad, la aceptación y la dignidad de todas las personas".

## Giras

### Artista principal
- Lay Down Your Weapons Tour (2017)[30]
- Saves the World Tour (2019)[31]
- 2022 North American & UK Tour (2022)[32][33]
- Life's So Fun Tour (2023)[34]

### Artista secundario
- Grouplove – The Big Mess Tour (2016)[35]
- Bleachers – Gone Now Era Tour (2017)[36]
- Harry Styles – Harry Styles: Live on Tour (2017)[37]
- The 1975 – North American Tour 2019 (2019)[38]
- Phoebe Bridgers – Reunion Tour (2021–2022)[39][40]
- Bleachers – Take the Sadness Out of Saturday Night Tour (2021)[41]
- Kacey Musgraves – Star-Crossed: Unveiled (2022)[42]
- Lorde – Solar Power Tour (2023)[43]
- Taylor Swift –The Eras Tour (2023)[44]

## Discografía
- About U (2017)
- Saves the World (2019)
- Muna (2022)